# Ебру Шахин
Ебру Шахин (тур. Ebru Şahin) је турска филмска и телевизијска глумица.

## Биографија
Ебру је рођена 18. маја 1994. у Истанбулу, у Турској.

## Филмографија
| Година:       | Српски назив:       | Оригинални назив: | Улога:        | Жанр:  |
| ------------- | ------------------- | ----------------- | ------------- | ------ |
| 2017.         | Мој отац            | Babam             | Нилуфер       | филм   |
| 2017. - 2018. | Истанбулска невеста | Istanbullu gelin  | Бурџу Селимер | серија |
| 2017.         | Крвни новац         | Kan parasi        | Дидем         | филм   |
| 2018.         | Забрањена јабука    | Yasak elma        | Хира Бозок    | серија |
| 2019. - 2020. | Немогућа љубав      | Hercai            | Рејан Шадоглу | серија |
| 2019.         | Несвесна љубав      | Şuursuz aşk       | Менекше       | филм   |
| 2022.         | Легенда             | Destan            | Akkız         | серија |